# Tim McGraw (pjesma)
"Tim McGraw" je country pop pjesma američke country pjevačice Taylor Swift. Pjesma je objavljena kao njen debitanski singl s album Taylor Swift u izdanju Big Machine Recordsa. Pjesmu je izdala kad je imala samo šestnaest godina. Pjesma je postigla uspjeh u SAD-u. Video spot za pjesmu je režirao Trey Fanjoy. Swift je pjesmu promovirala na svojoj radijskoj turneji te na brojnim nastupima. Pjesmu je Swift izvela i na svojoj prvoj turneji Fearless Tour.

## Pozadina
Swift i Liz Rose su napisale "Tim McGraw" tijekom Swiftine prve školske godine u Hendersonville srednjoj školi. Ona je dobila ideju za pjesmu na satu matematike: "Sjedila sam, i odjednom mi je došla ta melodija u glavu." Swift je znala da će ona i njen dečko Brandon Borello raskinuti na kraju godine jer je Borello trebao otići na fakultet.  

## Popis pjesama
- US Maxi-CD Singl

1. "Tim McGraw" (Verzija s albuma) – 3:52
2. "Tim McGraw" (Radio Edit) – 3:41
3. "Tim McGraw" (Instrumental) – 3:53

## Uspjeh na top ljestvicama
Pjesma je debitirala na 60. mjestu Billboard Hot Country Songs, na ljestvici provela je 26 tjedana i najviša pozicija bila je 6. Pjesma je također debitirala na Billboard Hot 100 i to na 40. mjestu.  Do 2011. singl se prodao u 1.3 milijuna primjeraka
.

## Ljestvice
| Ljestvica (2006. – 2007.)       | Najviša pozicija |
| ------------------------------- | ---------------- |
| SAD Billboard Hot Country Songs | 6                |
| SAD Billboard Hot 100           | 40               |
| SAD Billboard Hot Digital Songs | 33               |
| SAD Billboard Hot 100 Airplay   | 46               |